# Phantoms Antwerp
Die Phantoms Antwerp (bis 2009 Phantoms Deurne)  sind ein belgischer Eishockeyclub aus Deurne, einem Stadtteil von Antwerpen, der 1972 gegründet wurde und in der BeNe League spielt. Ihre Heimspiele tragen die Phantoms in der IJsbaan Ruggerveld aus.

## Geschichte
Die Phantoms Deurne, die 1972 gegründet wurden, gewannen 1988 mit dem belgischen Pokal ihren ersten Titel. Von 1996 bis 1998 errang der Club drei Mal in Folge den Gewinn der belgischen Pokalwettbewerbs, zwei Jahre später gewann das Team auch erstmals die belgische Meisterschaft. Im Jahr 2001 gelang das Double aus dem Gewinn der nationalen Meisterschaft und dem Pokalwettbewerb. Der achte Pokalsieg konnte 2005 errungen werden, damit ist der Club auch belgischer Rekordpokalsieger. Weiters nahm der Club in der Saison 2003/04 an der Austragung des IIHF Continental Cup teil. In einer Gruppe mit den beiden spanischen Mannschaften CH Jaca und FC Barcelona HG sowie dem niederländischen Vertreter Amstel Tijgers Amsterdam gelang eine Bilanz von je einem Sieg, einem Unentschieden sowie einer Niederlage. Während die Phantoms gegen den Verein aus Amsterdam chancenlos blieben und mit 0:14 unterlagen, gelang gegen den CH Jaca ein 8:3-Sieg.
2009 nannte sich der Verein in Phantoms Antwerp um. 2015 gelang der erste Titelgewinn nach zwölf Jahren.

## Erfolge
- Belgischer Meister (4): 2000, 2001, 2003, 2015
- Belgischer Pokal (9): 1988, 1993, 1996, 1997, 1998, 2001, 2002, 2005, 2015